# Una inebriante notte di ballo
Una inebriante notte di ballo (Es war eine rauschende Ballnacht) è un film del 1939 prodotto e diretto da Carl Froelich.

## Produzione
Il film fu prodotto dall'Universum Film (UFA).

## Distribuzione
Il film è stato presentato il 13 agosto 1939 alla 7ª Mostra internazionale d'arte cinematografica di Venezia.
In Germania, il film uscì in prima a Berlino all'Ufa-Palast am Zoo il 15 agosto 1939 distribuito dall'Universum Film (UFA).